# Асатиани, Михаил Михайлович
Михаил Михайлович Асатиани (груз. მიხეილ მიხეილის ძე ასათიანი; 10 мая 1882, Тифлис, Российская империя — 20 января 1938, Тбилиси, Грузинская ССР) — советский грузинский психиатр, один из основоположников научной психиатрии Грузии.

## Биография
Окончил 2-ю Тифлисскую гимназию, где стал участником организованного преподавателем Георгием Гехтманом историко-философского кружка, был близок с П. А. Флоренским (был некоторое время женат на сестре П. Флоренского — Ю. А. Флоренской «Люси»; развелись в 1911 году), А. В. Ельчаниновым, В. Ф. Эрном.
В 1907 году окончил медицинский факультет Императорского Московского университета, после чего был оставлен ординатором в клинике преподавателя В. П. Сербского.
Летом 1909 года осуществил поездку в Швейцарию, где встречался с цюрихскими психиатрами и психоаналитиками, в том числе с К.-Г. Юнгом; совершенствовал свои знания у Ойгена Блойлера и Поля Дюбуа.
Был соредактором журнала «Психотерапия. Обозрение вопросов психического лечения и прикладной психологии» (1910—1914, Москва); в 1912 году стал соучредителем и членом бюро Московского психиатрического кружка «Малые пятницы». До 1914 года также работал в подмосковном нервно-психиатрическом санатории.
С 1914 по 1918 год работал в московской Алексеевской больнице, а также Центральном психиатрическом госпитале.
С 1918 по 1920 год вновь был ассистентом в психиатрической клинике Московского государственного университета.
В 1920 году организовал кафедру психиатрии в Тбилисском университете и руководил ей до конца своей жизни.
С 1925 по 1938 год в качестве директора возглавил организованный при его участии НИИ психиатрии Грузии, которому в 1948 году было присвоено имя М. М. Асатиани.
Под его руководством написано более 300 научных работ по вопросам общей психопатологии, судебно-психиатрической практики, клиники инфекционных психозов и лечения психически больных. Он применил в психиатрии учение об условных рефлексах; развивал положение, что основой фобий и других навязчивых явлений являются патологические условные рефлексы; обратил внимание на терапевтические возможности психоанализа и стал применять психоаналитическую терапию. Один из основателей научного общества невропатологов и психиатров Грузии.

## Избранная библиография
Является автором более 40 научных трудов по клинической психиатрии и организации психиатрической помощи.
- Метод репродуктивных переживаний в лечении психоневрозов и роль так называемых сигнальных симптомов психоневрозов. — Клин, 1926. — Т. 4.
- Условные рефлексы в приложении к симптомам психоневрозов. — Медицинский вестник. — 1926. — Т. 1. — С. 19.
- Психоневрозы. — Тифлис, 1932.